# Municipio Cuevo
Das Municipio Cuevo ist ein Verwaltungsbezirk im Departamento Santa Cruz im südamerikanischen Andenstaat Bolivien. Cuevo ist bekannt für seine Milch- und Käseindustrie, jährlich findet dort ein entsprechendes Fest rund um den Queso Chaqueño statt.

## Lage im Nahraum
Das Municipio Cuevo ist eines von sieben Municipios der Provinz Cordillera und umfasst deren südwestlichsten Bereich. Es grenzt im Westen und Süden an das Departamento Chuquisaca, im Osten an das Municipio Boyuibe und im Norden an das Municipio Camiri.
Das Municipio erstreckt sich zwischen etwa 20° 07' und 20° 29' südlicher Breite und 63° 20' und 63° 44' westlicher Länge, seine Ausdehnung von Westen nach Osten und von Norden nach Süden beträgt jeweils bis zu 40 Kilometer.
Das Municipio umfasst 14 Gemeinden (localidades), der zentrale Ort des Municipios ist die Landstadt Cuevo mit 2475 Einwohnern (Volkszählung 2012) am Südrand des Municipios.

## Geographie
Das Municipio Cuevo liegt am Westrand des bolivianischen Tieflands zwischen den Vorgebirgsketten der südöstlichen Cordillera Central und zählt zur Region Gran Chaco. Das Klima ist subtropisch und semihumid, die Temperaturen schwanken im Tagesverlauf und im Jahresverlauf nur begrenzt.
Die Jahresdurchschnittstemperatur beträgt 23 °C, mit monatlichen Durchschnittstemperaturen zwischen 17 und 18 °C von Juni bis Juli und über 26 °C von November bis Dezember (siehe Klimadiagramm Camiri). Der Jahresniederschlag beträgt knapp 900 mm, der Trockenzeit von Mai bis Oktober steht eine ausgeprägte Feuchtezeit von November bis April gegenüber, in der die durchschnittlichen Monatswerte 175 mm erreichen.

## Bevölkerung
Die Einwohnerzahl des Municipios ist zwischen 1992 und 2024 um zwei Drittel angestiegen:
| Jahr | Einwohner | Quelle       |
| ---- | --------- | ------------ |
| 1992 | 3135      | Volkszählung |
| 2001 | 3406      | Volkszählung |
| 2012 | 5052      | Volkszählung |
| 2024 | 4953      | Volkszählung |

Die Bevölkerungsdichte bei der letzten Volkszählung von 2024 betrug 6,7 Einwohner/km², der Alphabetisierungsgrad bei den über 15-Jährigen war von 81,1 Prozent (1992) auf 84,2 Prozent angestiegen. Die Lebenserwartung der Neugeborenen betrug 65,6 Jahre, die Säuglingssterblichkeit war von 11,8 Prozent (1992) auf 5,6 Prozent im Jahr 2001 zurückgegangen.
95,8 Prozent der Bevölkerung sprechen Spanisch, 33,1 Prozent sprechen Guaraní, 3,8 Prozent sprechen Aymara und 2,3 Prozent Quechua. (2001)
63,7 Prozent der Bevölkerung haben keinen Zugang zu Elektrizität, 42,9 Prozent leben ohne sanitäre Einrichtung (2001).
72,8 Prozent der 673 Haushalte besitzen ein Radio, 34,5 Prozent einen Fernseher, 27,8 Prozent ein Fahrrad, 2,5 Prozent ein Motorrad, 9,7 Prozent ein Auto, 16,3 Prozent einen Kühlschrank, und 0,4 Prozent ein Telefon. (2001)

## Politik
Ergebnis der Regionalwahlen (concejales del municipio) vom 4. April 2010:
| Wahlberechtigte |  | Stimmen | gültig |  | VERDES | MAS-IPSP |
| --------------- |  | ------- | ------ |  | ------ | -------- |
| 1.727           |  | 1.521   | 1.420  |  | 767    | 653      |
|                 |  | 88,1 %  | 93,4 % |  | 54,0 % | 46,0 %   |

Ergebnis der Regionalwahlen (elecciones de autoridades políticas) vom 7. März 2021:
| Wahl- berechtigte |  | Wahl- beteiligung | gültige Stimmen |  | MAS-IPSP | CREEMOS | UNIDOS | SOL    | MNR    | ASIP   |
| ----------------- |  | ----------------- | --------------- |  | -------- | ------- | ------ | ------ | ------ | ------ |
| 2.823             |  | 2.251             | 2.052           |  | 964      | 925     | 71     | 57     | 23     | 12     |
|                   |  | 79,74 %           | 91,16 %         |  | 46,98 %  | 45,08 % | 3,46 % | 2,78 % | 1,12 % | 0,58 % |

## Gliederung
Das Municipio Cuevo untergliedert sich nicht weiter in Kantone (cantones), es besteht aus den folgenden Subkantonen (vicecantones):
- Vicecantón Comunidad El Arenal – 4 Gemeinden – 483 Einwohner (2001)
- Vicecantón Comunidad Ibicuati – 2 Gemeinden – 332 Einwohner
- Vicecantón Comunidad Mandiyuti – 1 Gemeinde – 139 Einwohner
- Vicecantón Comunidad Salinas – 2 Gemeinden – 336 Einwohner
- Vicecantón Comunidad Tartagalito – 3 Gemeinden – 356 Einwohner
- Vicecantón Cuevo – 1 Gemeinde – 1.637 Einwohner
- Vicecantón Comunidad Itakise – 1 Gemeinde – 123 Einwohner

## Ortschaften im Municipio
- Cuevo 2475 Einw. – Ibicuati 401 Einw. – Salinas 365 Einw. – Tartagalito 267 Einw. – El Arenal 265 Einw.